# Chepniers
Chepniers és un municipi francès situat al departament del Charente Marítim i a la regió de la Nova Aquitània. L'any 2007 tenia 643 habitants.

## Demografia

### Població
El 2007 la població de fet de Chepniers era de 643 persones. Hi havia 272 famílies de les quals 80 eren unipersonals (20 homes vivint sols i 60 dones vivint soles), 100 parelles sense fills, 80 parelles amb fills i 12 famílies monoparentals amb fills.
La població ha evolucionat segons el següent gràfic:
Habitants censats

### Habitatges
El 2007 hi havia 328 habitatges, 280 eren l'habitatge principal de la família, 19 eren segones residències i 29 estaven desocupats. 323 eren cases i 3 eren apartaments. Dels 280 habitatges principals, 225 estaven ocupats pels seus propietaris, 47 estaven llogats i ocupats pels llogaters i 8 estaven cedits a títol gratuït; 2 tenien una cambra, 13 en tenien dues, 39 en tenien tres, 77 en tenien quatre i 148 en tenien cinc o més. 208 habitatges disposaven pel capbaix d'una plaça de pàrquing. A 131 habitatges hi havia un automòbil i a 118 n'hi havia dos o més.

### Piràmide de població
La piràmide de població per edats i sexe el 2009 era:
| Homes | Edats   | Dones |
| ----- | ------- | ----- |
| 0     | 95 o +  | 0     |
| 0     | 90 a 94 | 4     |
| 4     | 85 a 89 | 4     |
| 0     | 80 a 84 | 4     |
| 16    | 75 a 79 | 8     |
| 24    | 70 a 74 | 16    |
| 28    | 65 a 69 | 32    |
| 28    | 60 a 64 | 28    |
| 12    | 55 a 59 | 20    |
| 28    | 50 a 54 | 28    |
| 28    | 45 a 49 | 24    |
| 16    | 40 a 44 | 24    |
| 24    | 35 a 39 | 12    |
| 20    | 30 a 34 | 16    |
| 16    | 25 a 29 | 20    |
| 28    | 20 a 24 | 12    |
| 8     | 15 a 19 | 16    |
| 12    | 10 a 14 | 16    |
| 8     | 5 a 9   | 4     |
| 16    | 0 a 4   | 20    |

## Economia
El 2007 la població en edat de treballar era de 384 persones, 263 eren actives i 121 eren inactives. De les 263 persones actives 236 estaven ocupades (136 homes i 100 dones) i 27 estaven aturades (14 homes i 13 dones). De les 121 persones inactives 55 estaven jubilades, 20 estaven estudiant i 46 estaven classificades com a «altres inactius».

### Ingressos
El 2009 a Chepniers hi havia 292 unitats fiscals que integraven 683 persones, la mediana anual d'ingressos fiscals per persona era de 15.075 €.

### Activitats econòmiques
Dels 25 establiments que hi havia el 2007, 1 era d'una empresa alimentària, 1 d'una empresa de fabricació d'altres productes industrials, 7 d'empreses de construcció, 9 d'empreses de comerç i reparació d'automòbils, 1 d'una empresa d'hostatgeria i restauració, 1 d'una empresa immobiliària, 4 d'empreses de serveis i 1 d'una empresa classificada com a «altres activitats de serveis».
Dels 9 establiments de servei als particulars que hi havia el 2009, 1 era un taller de reparació d'automòbils i de material agrícola, 1 paleta, 1 guixaire pintor, 1 fusteria, 1 lampisteria, 2 electricistes, 1 perruqueria i 1 restaurant.
Dels 3 establiments comercials que hi havia el 2009, 1 era una botiga de menys de 120 m², 1 una fleca i 1 una carnisseria.
L'any 2000 a Chepniers hi havia 25 explotacions agrícoles que ocupaven un total de 690 hectàrees.

## Equipaments sanitaris i escolars
El 2009 hi havia una escola elemental integrada dins d'un grup escolar amb les comunes properes formant una escola dispersa.

## Poblacions més properes
El següent diagrama mostra les poblacions més properes.